# 天矢場駅
天矢場駅（てんやばえき）は、栃木県芳賀郡茂木町北高岡にある真岡鐵道真岡線の駅である。

## 歴史
- 1992年（平成4年）3月14日：開業[1][2]。

## 駅構造
単式ホーム1面1線を有する地上駅で無人駅である。ホーム上には屋根付きのベンチがある。

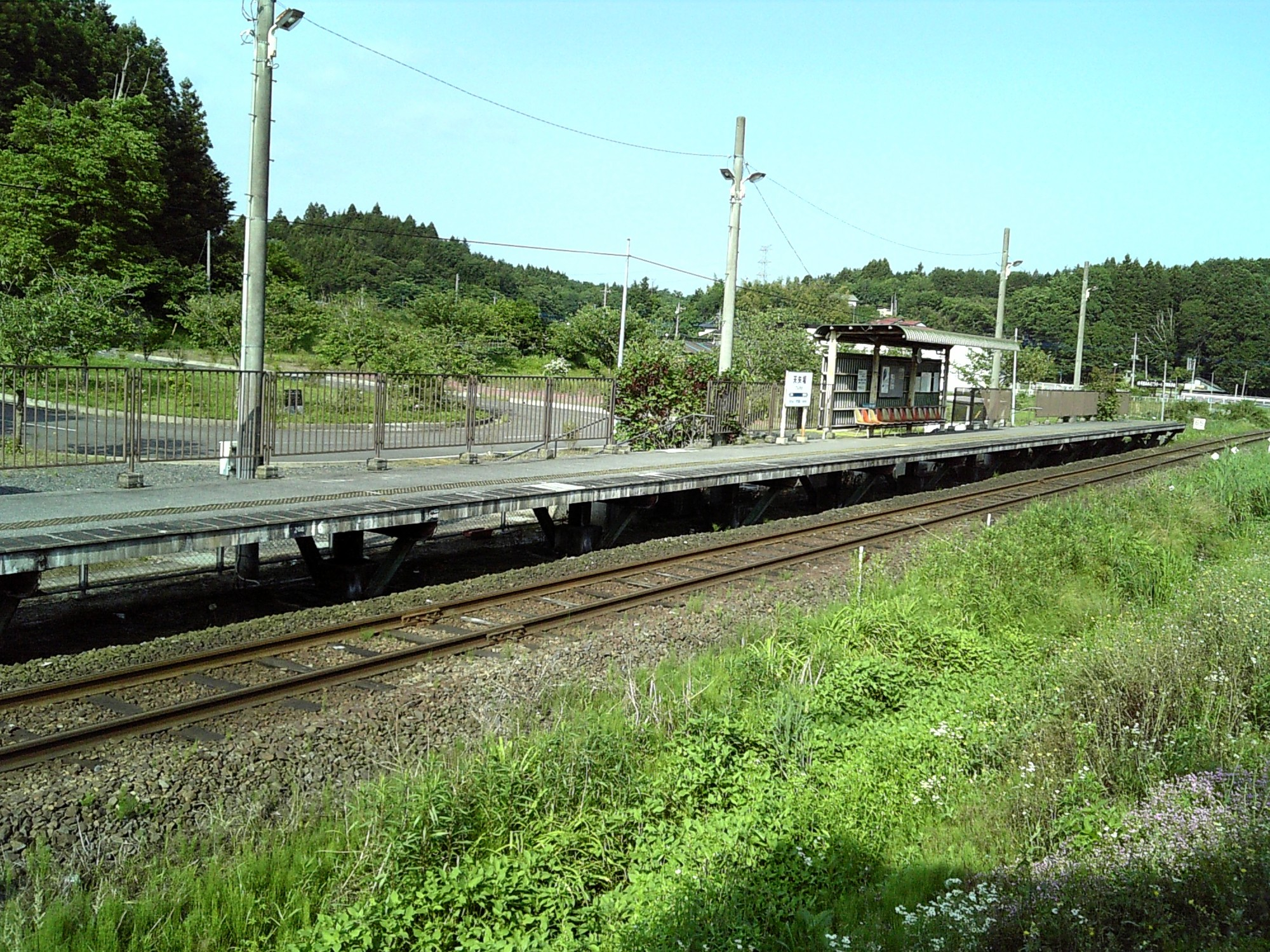
駅全景（2008年6月）
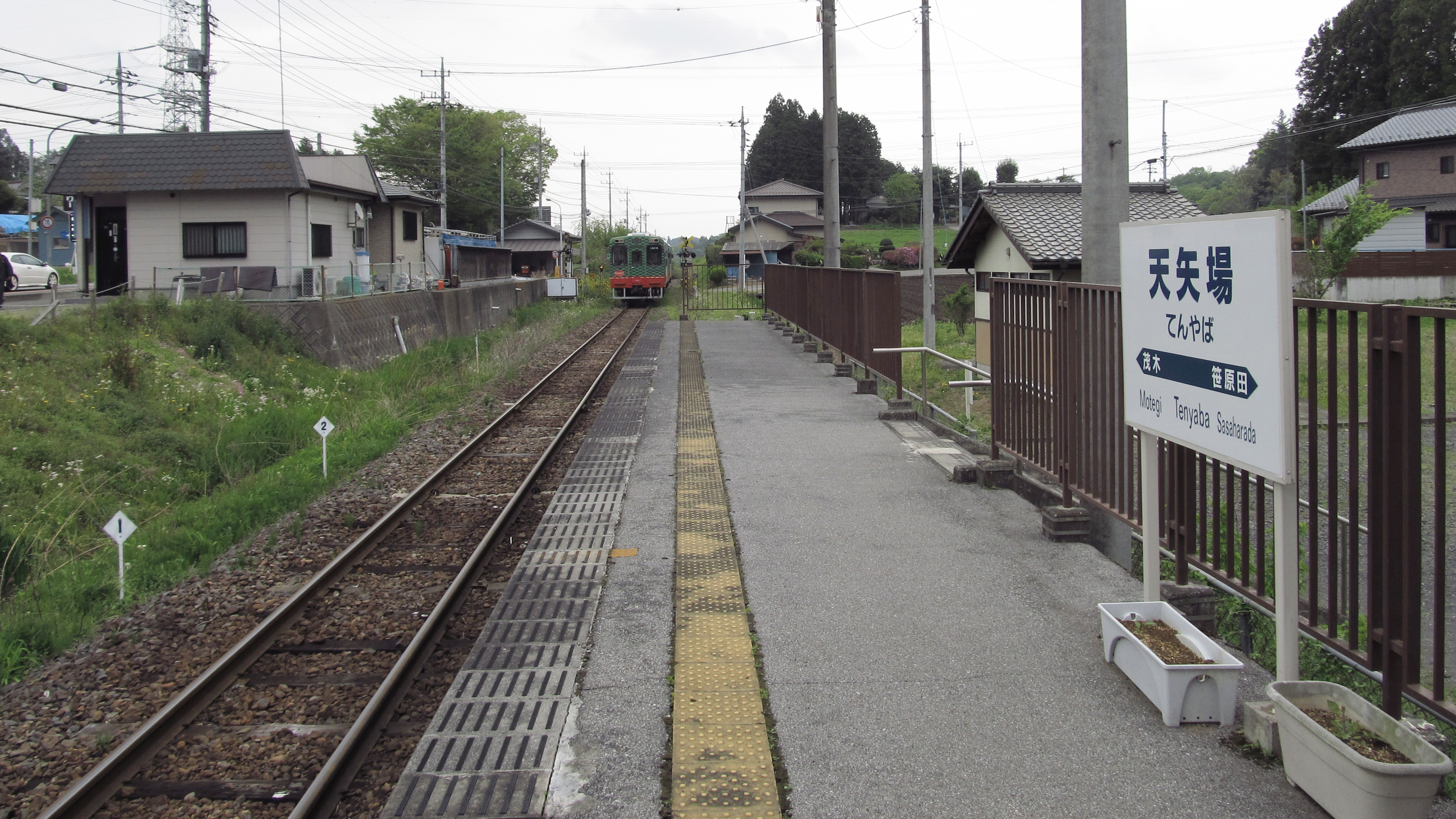
ホーム（2014年5月）

## 利用状況
近年の一日平均乗車人員の推移は下記のとおり。
| 乗車人員推移 | 乗車人員推移    |
| 年度         | 1日平均乗車人員 |
| ------------ | --------------- |
| 2007         | 11              |
| 2008         | 9               |
| 2009         | 10              |
| 2010         | 7               |
| 2011         | 8               |
| 2012         | 14              |
| 2013         |                 |
| 2014         | 10              |
| 2015         | 11              |
| 2016         | 9               |
| 2017         | 16              |
| 2018         | 14              |
| 2019         | 11              |

## 駅周辺
駅前広場があり、ロータリーには公衆トイレがある。
- 新茂木変電所
- 国道123号
- 国道294号
- 栃木県道69号宇都宮茂木線
- JRバス関東「天矢場」停留所（宇都宮駅・芳賀町工業団地管理センター前（宇都宮ライトレール接続）方面／茂木駅方面）
- 坂井川

## 隣の駅
真岡鐵道
■真岡線
笹原田駅 - 天矢場駅 - 茂木駅